# Jordan Roberts
Jordan Stephen Roberts (Watford, 5 gennaio 1994) è un calciatore inglese, attaccante dello Stevenage.

## Caratteristiche tecniche
Gioca prevalentemente come esterno offensivo sulla fascia sinistra, ma all'occorrenza può essere schierato anche come attaccante centrale.

## Carriera
Dopo aver giocato nei settori giovanili di Peterborough Utd ed Aldershot Town; il 21 febbraio 2012 firma il suo primo contratto professionistico, della durata di due anni e mezzo, facendo quattro giorni più tardi il suo esordio tra i professionisti subentrando dalla panchina al compagno di squadra Guy Madjo a 3 minuti dalla fine della partita di campionato vinta per 4-1 in casa contro il Barnet; nel prosieguo della stagione Roberts gioca in totale altre 3 partite di campionato nella quarta divisione inglese, senza mai segnare. L'anno seguente inizia la stagione giocando 3 partite in quarta divisione sempre con l'Aldershot Town, per poi trascorrere la maggior parte della stagione 2012-2013 con dei periodi in prestito in quinta e sesta divisione, con Tamworth (in quinta divisione), Havant & Waterlooville e Bishop's Stortford (in sesta divisione). Nel marzo del 2013 fa ritorno all'Aldershot Town, con cui gioca altre 2 partite in quarta divisione, torneo che gli Shots concludono con una retrocessione in quinta divisione. Nelle stagioni 2013-2014 e 2014-2015 Roberts gioca con regolarità all'Aldershot Town in quinta divisione, segnando rispettivamente 6 e 5 gol in 39 e 38 partite di campionato giocate, ed arrivando, coppe nazionali comprese, ad un bilancio totale in carriera di 100 presenze e 13 reti tra tutte le competizioni ufficiali con il club.
Nell'estate del 2015, rimasto inizialmente svincolato, ha sostenuto un provino con l'Inverness, club della prima divisione scozzese, che dopo tre reti segnate in altrettante amichevoli estive gli ha offerto un contratto per la stagione 2015-2016; il 16 luglio 2015 ha fatto il suo esordio con il club giocando l'ultimo minuto della partita dei turni preliminari di Europa League persa per 1-0 in casa contro i rumeni dell'Astra Giurgiu. Prima dell'inizio del campionato l'attaccante inglese subisce poi un infortunio all'inguine che lo tiene lontano dal campo fino al gennaio del 2016; il 6 febbraio 2016 segna il suo primo gol con il club, decidendo la sfida degli ottavi di finale di Coppa di Scozia vinta per 2-1 sul campo del Motherwell con un tiro da fuori area. Nel corso della stagione mette inoltre a segno 2 reti in 9 presenze nella prima divisione scozzese, ed a fine anno rimane svincolato, firmando dopo breve tempo un contratto di un anno con un'opzione per un secondo anno con il Crawley Town, club della quarta divisione inglese. Realizza il suo primo gol con il club il 15 novembre 2016, nella partita di FA Cup persa per 4-2 dopo i tempi supplementari sul campo del Bristol Rovers; al termine della stagione 2017-2018, dopo complessive 9 reti in 58 partite di campionato (e, più in generale, 11 reti in 62 partite tra tutte le competizioni ufficiali), il club decide di non rinnovare il suo contratto in scadenza.
Il 28 giugno 2018 Roberts firma un contratto annuale con l'Ipswich Town, club della seconda divisione inglese; dopo complessive 12 presenze in campionato senza reti segnate, il 23 gennaio 2019 viene ceduto in prestito fino a fine stagione al Lincoln City, club di quarta divisione, con cui gioca 5 partite di campionato senza mai segnare, partecipando comunque alla vittoria del campionato (con conseguente promozione in terza divisione) dei Red Imps.

## Palmarès

### Club

#### Competizioni nazionali
- Campionato inglese di quarta divisione: 1

Lincoln City: 2018-2019